# Hister lineisternus
Hister lineisternus är en skalbaggsart som beskrevs av Lewis 1908. Hister lineisternus ingår i släktet Hister och familjen stumpbaggar. Inga underarter finns listade i Catalogue of Life.